# Sylvain Dupuis
Pour les articles homonymes, voir Dupuis.
Sylvain Dupuis est un musicien, chef d'orchestre, compositeur et pédagogue belge, né à Liège le 9 octobre 1856 et mort à Bruges le 28 septembre 1931.

## Biographie
Élève au Conservatoire royal de Liège dans la classe de hautbois, puis professeur d'harmonie, il remporte en 1881 le premier grand prix de Rome belge pour sa cantate Le Chant de la Création.
Nommé chef d'orchestre du Théâtre de la Monnaie à Bruxelles en 1900, il y crée plusieurs opéras, dont L'Étranger de Vincent d'Indy, Le Roi Arthus d'Ernest Chausson (1903), Pepita Jimenez d'Isaac Albéniz (1905) ou Éros vainqueur de Pierre de Bréville (1910). 
Ses compositions datent surtout du début de sa carrière. C'est à cette période qu'il composa deux opéras en dialecte liégeois, Moîna et Coûr d'ognon, ainsi que des cantates profanes, le poème symphonique Macbeth, un concertino pour hautbois et orchestre, des chœurs, de la musique pour orgue, pour piano, pour violon et pour violoncelle.
En 1911, il succède à Jean-Théodore Radoux à la direction du Conservatoire royal de Liège.

## Distinction
- Chevalier de l'ordre de Léopold (8 mai 1896)[2].

## Hommages
- La place Sylvain Dupuis en Outremeuse à Liège lui rend hommage.
- Le boulevard Sylvain Dupuis lui rend hommage, à Anderlecht. Là ou se trouve le Westland Shopping
- La rue Sylvain Dupuis à Knokke lui rend également hommage.